# 자코바이트 왕위 요구자
자코바이트 왕위 요구자(Jacobite succession)는 1688년 제임스 2세가 명예혁명에 의해 퇴위당하고 10여년 뒤 1701년 그가 죽은 이후 장자상속에 따라 잉글랜드, 스코틀랜드, 아일랜드의 왕위를 물려받아야 한다는 자코바이트의 주장이다. 하지만 자코바이트의 주장과는 달리 이미 조피 폰 데어 팔츠 공녀의 후손들이 법적으로 영국의 왕위 계승 순위에 진입하였기에 대립하는 입장이었다.
로마 가톨릭교회 때문에 법으로 계승되는 것을 제외하고, 제임스 2세의 스튜어트 후손들은 왕위에 대한 그들의 왕위 요구 주장을 흉내를 내려고 했다. 제임스 2세의 아들인 제임스 프랜시스 에드워드 스튜어트(제임스 3세&8세, '늙은 왕위 요구자')와 그의 손자 찰스 에드워드 스튜어트(찰스 3세, '젊은 왕위 요구자', '보니 프린스 찰리')는 자신들의 주장을 뒷받침하는 반란과 침략에 적극적으로 참여했다. 1689년부터 18세기 중반까지 자코바이트 왕위 계승의 복원은 영국 내 주요 정치적 이슈였으며, 국내외 신봉자들이 있었다. 그러나 1746년 컬로든 전투에서 찰스 에드워드가 참담한 패배를 당하면서 자코바이트 왕위 계승은 지지와 정치적 중요성을 모두 잃었다. 제임스 2세의 또 다른 손자, 헨리 베네딕트 스튜어트(헨리 9세&1세)는 그의 합법적인 후손들 중 마지막 자손이었지만 1807년에 죽었고, 이후 자코바이트는 찰스 1세의 딸 잉글랜드 왕녀 헨리에타의 자손을 후계자로 정하였지만 카를로 에마누엘레 4세(찰스 4세 이매뉴얼)부터는 지지자를 갖는 것을 중단했다.
헨리의 죽음과 함께, 자코바이트의 주장은 유럽 왕실을 거쳐 스튜어트의 가장 가까운 친척들에 의해 계승되었다. 후계 구도가 혈통으로 상속되었지만, 스튜어트의 후속 후계자들 중 어느 누구도 영국의 왕위 계승이나 잉글랜드, 스코틀랜드, 아일랜드의 왕위를 주장하지 않았다. 현재의 후계자인 프란츠 폰 바이에른(프랜시스 2세)에 대한 대변인은 후계선에서 자신의 입장을 "순전히 가설적인 것"이며 "그와는 상관없는 것"이라고 표현했다. 그러나 자코바이트 왕위 계승의 회복을 믿는 소수의 현대 지지자가 남아 있다.

## 왕위 계승 순위

### 잉글랜드&스코틀랜드 왕실 직계
찰스 1세 → 잉글랜드 왕녀 헨리에타 → 오를레앙 공녀 앤 메리 → 사르데냐의 찰스 이매뉴얼 → 사르데냐의 빅터 아마데우스 → 찰스 4세 이매뉴얼 → 빅터 이매뉴얼 → 메리 2세 베아트리스 → 프랜시스 1세 → 메리 3세 테레사 헨리에타 → 로버트 1세&4세 → 앨버트
- 프랜시스 2세 (b. 1933)

### 잉글랜드&스코틀랜드 왕실 방계 - 앨버트 계열
- 앨버트 (1905–1996)
  - (1) 바이에른 공작 맥스 이매뉴얼 (b. 1937): 앨버트의 아들.
    - (2) 바이에른 여공작 소피 (b. 1967): 맥스 이매뉴얼의 딸
      - (3) 리히텐슈타인 후자 조셉 (b. 1995): 소피의 아들
      - (4) 리히텐슈타인 후자 조지 앤서니 (b. 1999): 소피의 아들
      - (5) 리히텐슈타인 후자 니컬러스 (b. 2000): 소피의 아들
      - (6) 리히텐슈타인 후녀 메리 (b. 1996): 소피의 딸

    - (7) 바이에른의 메리캐롤라인 (b. 1969): 맥스 이매뉴얼의 딸
      - (8) 뷔르템베르크의 찰스시어도어 (b. 1999): 메리캐롤라인의 아들